# Cloniocerus bohemanni
Cloniocerus bohemanni là một loài bọ cánh cứng trong họ Cerambycidae.